# Круты (Ивановская область)
Круты — деревня в Пестяковском районе Ивановской области. Входит в состав Пестяковского сельского поселения.

## География
Находится в юго-восточной части Ивановской области на расстоянии приблизительно 8 км на север-северо-восток по прямой от районного центра поселка Пестяки.

## История
Деревня уже отмечалась на карте 1840 года. В 1859 году здесь (тогда в составе Гороховецкого уезда Владимирской губернии) было учтено 12 дворов.

## Население
Постоянное население составляло 83 человека (1859 год), 11 в 2002 году (русские 91 %), 4 в 2010.